# Мурзинка (річка)
Мурзинка — річка в Україні, у Олександрійському районі Кіровоградської області, права притока Бешки (басейн Дніпра).

## Опис
Довжина річки приблизно 10 км. Формується з багатьох безіменних струмків та водойм.

## Розташування
Бере початок на півночі від села Шарівки. Тече переважно на північний схід понад Олександро-Пащенкове і у Новій Празівпадає у річку Бешку, праву притоку Інгульця.